# Гарик Сукачов
Игор Иванович Сукачев (на руски: И́горь (Га́рик) Ива́нович Юкачёв), роден на 1 декември 1959 г. в Миакинино в Московска област в СССР, е съветски и след това руски рок автор на песни и певец. Той е лидер на групата „Бригада-С“ (1986 – 1994) и „Неприкасаемые“ (1994 – 2013). Художникът се е подписал и на пет филма като режисьор.

## Биография
През 1977 г. Сукачев основава първата си група „Закат солнца вручную“ и издава едноименния албум през 1979 г. През 1982 г. се ражда новата група „Постскриптум“, която е резултат от сътрудничеството му с китариста на музикалния ансамбъл „Редкая птица“ Евгений Хавтан. Имат време да запишат албума „Не унивай!“, преди да се разделят година по-късно. След напускането на Гарик групата взима името „Браво“.
Междувременно Сукачев учи в техникума по железопътен транспорт, след което през 1987 г. получава диплома за директор на Липецкото училище за култура. По време на обучението си се запознава със Сергей Галанин. Заедно те основават „Бригада-С“ през 1986 г., която придобива национална известност чрез участието си във филма на Сава Кулих Tragedy in Rock Style (1988).
Ако първите композиции на „Бригада-С“ са по-близки до хардрока, то по-късно, от 1987 г., когато ансамбълът включва саксофон, два тромпета и тромбон, Сукачев определя стила си като ню-пънк-джаз.
През 1989 г. няколко членове, включително Сергей Галанин, напускат групата, но Сукачев продължава с нови музиканти до 1994 г., годината, в която „Бригада-С“ се разпада. Сукачев заявява, че иска да напусне музикалното поприще, но същата година се завръща на сцената с „Неприкасаемые“, което буквално може да се преведе като „Недосегаемите“.
Наред с кариерата си на музикант Сукачев често се появява в киното и дори се опитва да дублира анимационни филми. През 1997 г. заснема първия си филм „Кризата на Средновековието“. Той повтаря това преживяване през 2001 г., като режисира La Fête, след това през 2010 г. и La Maison du Soleil.
През 1997 г. е удостоен с наградата „Чайка“ в категорията „Мелодии и ритми“ за най-добро музикално оформление на театралния сезон за спектакъла „Нечестивият или Викът на делфина“ (Театър „Антон Чехов“ по пиесата на Иван Охлобистин, реж. Михаил Ефремов).
През 2009 г. артистът отпразнува своя 50-годишен юбилей на сцената на закритата арена „Олимпийски“ с грандиозен рок концерт, наречен „5:0 в моя полза“, излъчен от главния национален телевизионен канал на Русия Първи канал.
През 2017 г. той създава документалния филм „Какво е в мен“, след като пътува със своя Harley-Davidson по маршрута Чуя и от Барнаул до границата с Монголия в подножието на планината Алтай.